# Canale di Sicilia
Il Canale di Sicilia (Canali ri Sicilia in siciliano, مضيق صقلية in arabo, Canal de Sicile in francese) è, assieme al Canale di Pantelleria e al Canale di Malta, parte integrante dello Stretto di Sicilia, ed è il braccio di mare del Mediterraneo Centrale innanzi alle coste siciliane che corre tra le isole Egadi e il Banco Talbot; Marsala e il Banco di Pantelleria; Mazara del Vallo e il Banco Avventura; Capo Granitola, il Banco Graham e l’isola di Pantelleria.

### Cartografia
- Istituto Idrografico della Marina, carte nautiche n. 434 (INT 305); 435 (INT 306); 1556; 1557; 1558, Marina Militare, Genova, 2018.